# Ghost Town
„Ghost Town” – singel amerykańskiego piosenkarza Adama Lamberta, wydany 21 kwietnia 2015 roku nakładem wytwórni fonograficznej Warner Bros. Utwór został wydany jako pierwszy singel promujący trzeci studyjny album Lamberta, The Original High (2015).

## Promocja singla
Po raz pierwszy Lambert wykonał singel „Ghost Town” na żywo 1 maja 2015 roku w programie The Ellen DeGeneres Show. 5 czerwca piosenkarz wystąpił w holenderskim programie RTL Late Night, a dzień później w Finlandii podczas Live Aid Uusi Lastensairaala. 15 czerwca Lambert wystąpił w programie The Tonight Show Starring Jimmy Fallon oraz 20 czerwca w Live with Kelly and Michael. 2 sierpnia Lambert zaśpiewał swój singel w australijskiej wersji programu The Voice.
29 sierpnia Lambert wystąpił w Polsce podczas Eska Music Awards 2015, gdzie otrzymał nagrodę dla najlepszego zagranicznego artysty.

## Teledysk
20 kwietnia 2015 roku na oficjalnym kanale YouTube ukazało się lyric video zapowiadające teledysk. Premiera oficjalnego teledysku odbyła się 29 kwietnia 2015 roku, a jego reżyserem jest Hype Williams.

## Pozycje na listach i certyfikaty
Singel „Ghost Town” zadebiutował na 82. miejscu brytyjskiej listy Official Singles Top 100, tydzień później docierając do 71. miejsca ze sprzedażą 5637 egzemplarzy. W Australii singel zadebiutował na miejscu 16., lecz po występie Lamberta w The Voice utwór dotarł do pozycji drugiej. W tym kraju singel pokrył się platyną. W Polsce singel zadebiutował na miejscu 17., docierając do szczytu notowania AirPlay – Top. Singel utrzymywał się na liście czternaście tygodni i ostatecznie pokrył się platyną. Jest to pierwszy w Polsce singel, który po zmianach w przyznawaniu wyróżnień przez ZPAV otrzymał status złotej płyty; w grudniu 2016 osiągnął status potrójnej platynowej płyty. 
| Kraj/Notowanie (2015)                      | Najwyższa pozycja |
| ------------------------------------------ | ----------------- |
| Australia (Top 50 Singles)                 | 2                 |
| Austria (Ö3 Austria Top 40)                | 14                |
| Dania (Tracklisten Top 40)                 | 12                |
| Finlandia (Top 20 Singles)                 | 12                |
| Holandia (Singles Top 100)                 | 8                 |
| Kanada (Canadian Hot 100)                  | 55                |
| Nowa Zelandia (Single Top 40)              | 27                |
| Polska (AirPlay – Top)                     | 1                 |
| Polska (Top Dyskoteki)                     | 1                 |
| Stany Zjednoczone (Billboard Adult Top 40) | 14                |
| Stany Zjednoczone (Billboard Hot 100)      | 64                |
| Szwajcaria (Singles Top 75)                | 50                |
| Szwecja (Top 60 Singles)                   | 25                |
| Wielka Brytania (Official Singles Top 100) | 71                |

| Kraj      | Wydawca | Certyfikat         |
| --------- | ------- | ------------------ |
| Australia | ARIA    | platynowa płyta    |
| Dania     | IFPI    | złota płyta        |
| Polska    | ZPAV    | 3× platynowa płyta |